# Bario-olgite
La bario-olgite è un minerale.